# グレイル (競走馬)
グレイル（欧字名:Grail、2015年3月7日 - 2019年11月14日）は、日本の競走馬。主な勝ち鞍に2017年の京都2歳ステークス。
馬名の意味は、「聖杯」。
半兄にダービー卿チャレンジトロフィー（GIII）を制したロジチャリス（父:ダイワメジャー）、半姉に新潟ジャンプステークス（J-GIII）制したのグッドスカイ（父:ステイゴールド）がいる。

## 生涯
2015年3月7日、北海道安平町のノーザンファームにて生産。翌2016年のセレクトセール1歳馬市場に上場され、（株）カナヤマホールディングスによって5,600万円（税抜）で落札された。
栗東・野中賢二厩舎に入厩し、10月22日の新馬戦（芝2000m）でデビュー。台風21号による大雨で極端に時計のかかる不良馬場でのレースとなったが、2着ストーミーバローズをクビ差競り落として新馬勝ちを飾った。勝ち時計は2分12秒9だった。2戦目は京都2歳ステークス（GIIIに出走。ゴールまで手前を変えないなど未完成な部分も見せたが、ゴール寸前で1番人気のタイムフライヤーをアタマ差捉え、重賞初制覇を果たした。3歳となり初戦の共同通信杯（GIII）では単勝1.8倍の圧倒的1番人気に推されるも、直線で伸びを欠き7着に敗れた。デビューからの3戦で手綱を取った武豊から岩田康誠に乗り替わった皐月賞（GI）ではスタートで出遅れ、後方からメンバー中上がり3ハロンが最速タイである34秒8の脚で追い込むも6着に終わる。東京優駿（日本ダービー）（GI）では良いところがなく14着に沈み、レース後に剥離骨折が判明して3ヶ月以上の休養を要すると診断された。
故障は早々と全快し、トライアル競走であるセントライト記念（GII）で3着をステップに菊花賞（GI）へ挑んだ。いつも通り後方からレースを進めるが、超スローペースが仇となって10着に終わった。続いて中日新聞杯（GIII）で古馬との初顔合わせとなったが13着に沈んだ。その後半年近く休養となって4歳となり、7月21日の福島テレビオープンで復帰（単勝2番人気6着）。2戦目のオールカマーで3着となった後、右前球節骨折が判明。手術が施されて休養となり、2020年2月の復帰を目標に調整が続けられた。しかし11月14日、斃死を理由にJRAの競走馬登録を抹消した。

## 競走成績
以下の内容は、netkeiba.comの情報に基づく。
| 競走日     | 競馬場 | 競走名           | 格   | 距離（馬場）  | 頭 数 | 枠 番 | 馬 番 | オッズ （人気） | 着順 | タイム （上がり3F） | 着差 | 騎手      | 斤量 [kg] | 1着馬（2着馬）         | 馬体重 [kg] |
| ---------- | ------ | ---------------- | ---- | ------------- | ----- | ----- | ----- | --------------- | ---- | ------------------- | ---- | --------- | --------- | ---------------------- | ----------- |
| 2017.10.22 | 京都   | 2歳新馬          |      | 芝2000m（不） | 12    | 5     | 7     | 002.10（1人）   | 01着 | R2:12.9（36.1）     | -0.0 | 0武豊     | 55        | （ストーミーバローズ） | 494         |
| 0000.11.25 | 京都   | 京都2歳S         | GIII | 芝2000m（良） | 9     | 6     | 6     | 004.80（2人）   | 01着 | R2:01.6（34.0）     | -0.0 | 0武豊     | 55        | （タイムフライヤー）   | 492         |
| 2018.02.11 | 東京   | 共同通信杯       | GIII | 芝1800m（良） | 12    | 8     | 12    | 001.80（1人）   | 07着 | R1:48.1（33.9）     | -0.7 | 0武豊     | 57        | オウケンムーン         | 494         |
| 0000.04.15 | 中山   | 皐月賞           | GI   | 芝2000m（稍） | 16    | 6     | 12    | 025.1（10人）   | 06着 | R2:01.4（34.8）     | -0.6 | 0岩田康誠 | 57        | エポカドーロ           | 494         |
| 0000.05.27 | 東京   | 東京優駿         | GI   | 芝2400m（良） | 18    | 7     | 13    | 029.20（9人）   | 14着 | R2:24.6（34.2）     | -1.0 | 0岩田康誠 | 57        | ワグネリアン           | 486         |
| 0000.09.17 | 中山   | セントライト記念 | GII  | 芝2200m（良） | 15    | 2     | 2     | 019.40（6人）   | 03着 | R2:12.5（34.3）     | -0.4 | 0岩田康誠 | 56        | ジェネラーレウーノ     | 494         |
| 0000.10.21 | 京都   | 菊花賞           | GI   | 芝3000m（良） | 18    | 1     | 2     | 018.20（8人）   | 10着 | R3:07.4（34.3）     | -1.3 | 0岩田康誠 | 57        | フィエールマン         | 490         |
| 0000.12.08 | 中京   | 中日新聞杯       | GIII | 芝2000m（良） | 14    | 3     | 3     | 009.30（5人）   | 13着 | R2:00.7（36.5）     | -1.4 | 0津村明秀 | 55        | ギベオン               | 494         |
| 2019.07.21 | 福島   | 福島テレビOP     | OP   | 芝1800m（稍） | 14    | 7     | 12    | 003.90（2人）   | 06着 | R1:49.8（35.5）     | -0.9 | 0内田博幸 | 56        | リライアブルエース     | 510         |
| 0000.09.22 | 中山   | オールカマー     | GII  | 芝2200m（良） | 10    | 4     | 4     | 021.40（6人）   | 03着 | R2:12.4（33.6）     | -0.4 | 0戸崎圭太 | 56        | スティッフェリオ       | 494         |

## 血統表
| グレイルの血統                                       | グレイルの血統                                                | グレイルの血統             | （血統表の出典）           | （血統表の出典） |
| 父系                                                 | サンデーサイレンス系                                          | サンデーサイレンス系       | サンデーサイレンス系       | [ § 2 ]          |
| 父 ハーツクライ 2001 鹿毛                            | 父の父*サンデーサイレンス Sunday Silence(米) 1986 青鹿毛      | Halo                       | Hail to Reason             | Hail to Reason   |
| 父 ハーツクライ 2001 鹿毛                            | 父の父*サンデーサイレンス Sunday Silence(米) 1986 青鹿毛      | Halo                       | Cosmah                     |                  |
| 父 ハーツクライ 2001 鹿毛                            | 父の父*サンデーサイレンス Sunday Silence(米) 1986 青鹿毛      | Wishing Well               | Understanding              | Understanding    |
| 父 ハーツクライ 2001 鹿毛                            | 父の父*サンデーサイレンス Sunday Silence(米) 1986 青鹿毛      | Wishing Well               | Mountain Flower            |                  |
| 父 ハーツクライ 2001 鹿毛                            | 父の母アイリッシュダンス1990 鹿毛                             | *トニービン                | *カンパラ                  | *カンパラ        |
| 父 ハーツクライ 2001 鹿毛                            | 父の母アイリッシュダンス1990 鹿毛                             | *トニービン                | Severn Bridge              |                  |
| 父 ハーツクライ 2001 鹿毛                            | 父の母アイリッシュダンス1990 鹿毛                             | *ビューパーダンス          | Lyphard                    | Lyphard          |
| 父 ハーツクライ 2001 鹿毛                            | 父の母アイリッシュダンス1990 鹿毛                             | *ビューパーダンス          | My Bupers                  |                  |
| 母 *プラチナチャリス Platina Chalice(英) 2006 黒鹿毛 | 母の父*ロックオブジブラルタル Rock of Gibraltar(愛) 1999 鹿毛 | *デインヒル                | Danzig                     | Danzig           |
| 母 *プラチナチャリス Platina Chalice(英) 2006 黒鹿毛 | 母の父*ロックオブジブラルタル Rock of Gibraltar(愛) 1999 鹿毛 | *デインヒル                | Razyana                    |                  |
| 母 *プラチナチャリス Platina Chalice(英) 2006 黒鹿毛 | 母の父*ロックオブジブラルタル Rock of Gibraltar(愛) 1999 鹿毛 | Offshore Boom              | Be My Guest                | Be My Guest      |
| 母 *プラチナチャリス Platina Chalice(英) 2006 黒鹿毛 | 母の父*ロックオブジブラルタル Rock of Gibraltar(愛) 1999 鹿毛 | Offshore Boom              | Push a Button              |                  |
| 母 *プラチナチャリス Platina Chalice(英) 2006 黒鹿毛 | 母の母*シルバーチャリス Silver Chalice(愛) 2001 鹿毛          | Rainbow Quest              | Blushing Groom             | Blushing Groom   |
| 母 *プラチナチャリス Platina Chalice(英) 2006 黒鹿毛 | 母の母*シルバーチャリス Silver Chalice(愛) 2001 鹿毛          | Rainbow Quest              | I Will Follow              |                  |
| 母 *プラチナチャリス Platina Chalice(英) 2006 黒鹿毛 | 母の母*シルバーチャリス Silver Chalice(愛) 2001 鹿毛          | *シルバーレーン            | Silver Hawk                | Silver Hawk      |
| 母 *プラチナチャリス Platina Chalice(英) 2006 黒鹿毛 | 母の母*シルバーチャリス Silver Chalice(愛) 2001 鹿毛          | *シルバーレーン            | Strait Lane                |                  |
| 母系(F-No.)                                          | 5号族(FN:5-g)                                                 | 5号族(FN:5-g)              | 5号族(FN:5-g)              | [ § 3 ]          |
| 5代内の近親交配                                      | Northern Dancer5×5×5=9.38%                                    | Northern Dancer5×5×5=9.38% | Northern Dancer5×5×5=9.38% | [ § 4 ]          |
| 出典                                                 | 1. 2. 3. 4.                                                   | 1. 2. 3. 4.                | 1. 2. 3. 4.                | 1. 2. 3. 4.      |

- 2代母シルバーチャリスの半兄にブラックホーク（安田記念、スプリンターズS）、半妹にピンクカメオ（NHKマイルカップ）がいる[17]。